# Liste der Baudenkmäler in Fürth/F
Diese Liste ist eine Teilliste der Liste der Baudenkmäler in Fürth. Grundlage der Liste ist die Bayerische Denkmalliste, die auf Basis des bayerischen Denkmalschutzgesetzes vom 1. Oktober 1973 erstmals erstellt wurde und seither durch das Bayerische Landesamt für Denkmalpflege geführt und aktualisiert wird. Die folgenden Angaben ersetzen nicht die rechtsverbindliche Auskunft der Denkmalschutzbehörde.
Dieser Teil der Liste beschreibt die denkmalgeschützten Objekte in folgenden Straßen:
- Fichtenstraße
- Finkenstraße
- Flößaustraße
- Flurstraße
- Foerstermühle
- Frankenstraße
- Frauenstraße
- Friedrich-Ebert-Straße
- Friedrichstraße
- Fronmüllerstraße
- Fürther Freiheit

## Fichtenstraße
| Lage                        | Objekt                  | Beschreibung | Akten-Nr.                | Bild                 |
| --------------------------- | ----------------------- | --- | ------------------------ | -------------------- |
| Fichtenstraße 9 (Standort)  | Staatliche Berufsschule | Dreigeschossiger Putzbau mit Walmdach, durchgehendem Fußwalm, mittigem Eingangsrisalit an der Ostseite und Eckpavillons, an Westseite mit plastischem Dekor, historisierend, vom Landbauamt Nürnberg, 1909/10 | D-5-63-000-213 Wikidata  | weitere Bilder       |
| Fichtenstraße 23 (Standort) | Mietshaus               | Viergeschossiger Mansarddachbau mit Sandsteinfassade und reichem Maßwerkdekor am Mittelerker, im Neu-Nürnberger.Stil, von Wilhelm Horneber, bezeichnet „1904“ Rückgebäude, dreigeschossiger Sandsteinbau mit Mansarddach, gleichzeitig                                                                                               | D-5-63-000-214 Wikidata  | weitere Bilder       |
| Fichtenstraße 27 (Standort) | Mietshaus               | Fünfgeschossiger traufseitiger Satteldachbau mit reich gegliederter Sandsteinfassade mit Erker-Eisenbalkon-Gruppe und flachem Dreieckszwerchgiebel, Jugendstil, von Ebert und Müller, 1909–11; bauliche Gruppe mit Fichtenstraße 29/31/33/35/37 und Ludwigstraße 30/32                                                               | D-5-63-000-215 Wikidata  | weitere Bilder       |
| Fichtenstraße 29 (Standort) | Mietshaus in Ecklage    | Fünfgeschossiger Satteldachbau mit reich gegliederter Sandsteinfassade mit Erkern, Eisenbalkonbrüstungen und Dreieckszwerchgiebel, Jugendstil, von Ebert und Müller, 1909–11; bauliche Gruppe mit Fichtenstraße 27/31/33/35/37 und Ludwigstraße 30/32                                                                                | D-5-63-000-1804 Wikidata | Mietshaus in Ecklage |
| Fichtenstraße 31 (Standort) | Mietshaus in Ecklage    | Fünfgeschossiger Satteldachbau mit reich gegliederter Sandsteinfassade mit Erkern, Eisenbalkonbrüstungen und Dreieckszwerchgiebel, Jugendstil, von Ebert und Müller, 1909–11; bauliche Gruppe mit Fichtenstraße 27/29/33/35/37 und Ludwigstraße 30/32                                                                                | D-5-63-000-1805 Wikidata | Mietshaus in Ecklage |
| Fichtenstraße 33 (Standort) | Mietshaus               | Fünfgeschossiger traufseitiger Satteldachbau mit reich gegliederter Sandsteinfassade mit Erker-Eisenbalkon-Gruppe und flachem Dreieckszwerchgiebel, Jugendstil, von Ebert und Müller, 1909–11; bauliche Gruppe mit Fichtenstraße 27/29/31/35/37 und Ludwigstraße 30/32                                                               | D-5-63-000-1806 Wikidata | Mietshaus            |
| Fichtenstraße 35 (Standort) | Mietshaus               | Fünfgeschossiger traufseitiger Satteldachbau mit reich gegliederter Sandsteinfassade mit zwei Erkern und dazwischengespannten Eisenbalkonen, Jugendstil, von Ebert und Müller, 1909–11 Rückgebäude, dreigeschossiger Backsteinbau mit Pultdach, gleichzeitig bauliche Gruppe mit Fichtenstraße 27/29/31/33/37 und Ludwigstraße 30/32 | D-5-63-000-1807 Wikidata | BW                   |
| Fichtenstraße 36 (Standort) | Mietshaus               | Viergeschossiger Mansarddachbau mit Sandsteinfassade, rustiziertem Erdgeschoss und seitlichem Zwerchhaus, Neurenaissance, von Leo Gran, 1897 Rückgebäude, zweigeschossiger Backsteinbau mit Mansarddach, gleichzeitig Schuppen, erdgeschossiger Backsteinbau mit Pultdach, gleichzeitig                                              | D-5-63-000-216 Wikidata  | BW                   |
| Fichtenstraße 37 (Standort) | Mietshaus               | Fünfgeschossiger traufseitiger Satteldachbau mit reich gegliederter Sandsteinfassade mit Mittelerker mit Eisenbalkonbrüstung und Segmentzwerchgiebel, Jugendstil, von Ebert und Müller, 1909–11; bauliche Gruppe mit Fichtenstraße 27/29/31/33/35 und Ludwigstraße 30/32                                                             | D-5-63-000-217 Wikidata  | BW                   |
| Fichtenstraße 57 (Standort) | Mietshaus               | Viergeschossiger Mansarddachbau mit reich gegliederter Sandsteinfassade, Erker mit Eisenbalkonbrüstung und breitem Zwerchhaus mit flachbogig schließendem Volutengiebel, Jugendstil, von Peringer und Rogler, 1908; bauliche Gruppe mit Fichtenstraße 59/61                                                                          | D-5-63-000-218 Wikidata  | BW                   |
| Fichtenstraße 59 (Standort) | Mietshaus               | Viergeschossiger Mansarddachbau mit Sandsteinfassade, bewegt geformtem Erker, Zwerchhaus und ausgebautem Dachgeschoss, Jugendstil mit neuklassizistischen Anklängen, von Peringer und Rogler, 1910; bauliche Gruppe mit Fichtenstraße 57/61                                                                                          | D-5-63-000-219 Wikidata  | BW                   |
| Fichtenstraße 61 (Standort) | Mietshaus in Ecklage    | Vier- bis fünfgeschossiger Mansarddachbau mit Sandsteinfassade, Erkern mit Eisenbalkonbrüstungen und Zwerchhäusern mit flachbogigen Giebeln, Jugendstil, von Peringer und Rogler, bezeichnet „1911“; bauliche Gruppe mit Fichtenstraße 57/59                                                                                         | D-5-63-000-220 Wikidata  | BW                   |

## Finkenstraße
| Lage                      | Objekt                                               | Beschreibung | Akten-Nr.                | Bild                                                 |
| ------------------------- | ---------------------------------------------------- | --- | ------------------------ | ---------------------------------------------------- |
| Finkenstraße 2 (Standort) | Mietshaus                                            | Dreigeschossiger Mansarddachbau mit reich gegliederter Sandsteinfassade, Mittelerker und Zwerchhaus, Neubarock, von Adam Egerer, 1903 | D-5-63-000-221 Wikidata  | Mietshaus                                            |
| Finkenstraße 4 (Standort) | Mietshaus                                            | Viergeschossiger traufseitiger Satteldachbau mit Sandsteinfassade, Mittelerker und halbrundem Zwerchgiebel, Neurenaissance, vielleicht von Anton Mayer, 1905 | D-5-63-000-222 Wikidata  | Mietshaus                                            |
| Finkenstraße 6 (Standort) | Ehemalige Lithographische Kunstanstalt Karl Schaller | Fabrikanlage, dreigeschossiger Sichtziegelbau mit Mansardgiebeldach, Eckrustizierung und Gurtgesims, von Fritz Walter, 1896 Östlicher Anbau, dreigeschossiger Sichtziegelbau mit Mansardgiebeldach und Dachhäuschen mit Schweifgiebel, von Adam Egerer, 1907 Südlicher Anbau, dreigeschossiger Eisenbetonbau mit Sichtziegelmauerwerk, Mansardgiebeldach, Lisenengliederung, Erker und attikaähnlichem Zwerchhaus mit flachem Dreiecksgiebel, von Bräutigam und Wiessner, 1926 | D-5-63-000-1704 Wikidata | Ehemalige Lithographische Kunstanstalt Karl Schaller |

## Flößaustraße
| Lage                                      | Objekt | Beschreibung | Akten-Nr.                          | Bild                 |
| ----------------------------------------- | --- | --- | ---------------------------------- | -------------------- |
| Flößaustraße 5 (Standort)                 | Villa | Zweigeschossiger Sandsteinbau mit Mansardwalmdach, Dachgauben und Zwerchhaus, Freitreppe und Eisenbalkon an der Westseite, Neurenaissance, von Wilhelm Horneber, 1884 | D-5-63-000-224 Wikidata            | weitere Bilder       |
| Flößaustraße 7 (Standort)                 | Mietshaus | Viergeschossiger traufseitiger Satteldachbau mit Sandsteinfassade mit seitlichen Zwerchhäusern und Fachwerk-Dachgeschoss, historisierend, von Martin Macher, 1902 | D-5-63-000-225 Wikidata            | Mietshaus            |
| Flößaustraße 19 (Standort)                | Mietshaus | Viergeschossiger Mansarddachbau mit Putzfassade, rustiziertem Sandsteinerdgeschoss, Stuckreliefs und geschweiftem Zwerchgiebel, historisierend, von Ebert und Müller, 1909/10 Rückgebäude, zwei- bis dreigeschossiger Backsteinbau mit Mansarddach und Mittelrisalit, gleichzeitig bauliche, symmetrische Einheit mit Flößaustraße 21                                                                                  | D-5-63-000-226 Wikidata            | BW                   |
| Flößaustraße 21 (Standort)                | Mietshaus | Viergeschossiger Mansarddachbau mit Putzfassade, rustiziertem Sandsteinerdgeschoss, Stuckreliefs und geschweiftem Zwerchgiebel, historisierend, von Ebert und Müller, 1909/10 Rückgebäude, zwei- bis dreigeschossiger Backsteinbau mit Mansarddach und Mittelrisalit, gleichzeitig Remise, erdgeschossiger Backsteinbau mit Pultdach, gleichzeitig bauliche, symmetrische Einheit mit Flößaustraße 19                  | D-5-63-000-1816 Wikidata           | BW                   |
| Flößaustraße 23 (Standort)                | Mietshaus | Viergeschossiger traufseitiger Satteldachbau mit reich gegliederter Sandsteinfassade, Mittelerker mit Eisenbalkonbrüstung und segmentbogigem Zwerchgiebel, Jugendstil, von Adam Egerer, 1907 Ehemaliges Fabrikgebäude im Hof, zweigeschossiger traufseitiger Backsteinbau mit Satteldach, von Adam Egerer, 1906/07 | D-5-63-000-227 Wikidata            | Mietshaus            |
| Flößaustraße 34 (Standort)                | Mietshaus mit Gaststätte Graf Zeppelin | Fünfgeschossiger traufseitiger Satteldachbau mit Sandsteinfassade, Erker mit Eisenbalkonbrüstung und breitem Zwerchhaus, Spätjugendstil, von Ebert und Müller, bezeichnet „1908“ | D-5-63-000-1579 Wikidata           | BW                   |
| Flößaustraße 45 (Standort)                | Mietshaus mit Gaststätte Herrenchiemsee | Fünfgeschossiger traufseitiger Satteldachbau mit Sandsteinfassade mit Blendmaßdekor und Büste Ludwigs II., historistisch, von Fritz Walter, bezeichnet „1902“ | D-5-63-000-228 Wikidata            | BW                   |
| Flößaustraße 46 (Standort)                | Mietshaus | Fünfgeschossiger traufseitiger Satteldachbau mit Sandsteinfassade und rustiziertem Erdgeschoss, historistisch, 1902, später aufgestockt | D-5-63-000-229 Wikidata            | BW                   |
| Flößaustraße 47 (Standort)                | Mietshaus | Schmaler, fünfgeschossiger und traufseitiger Satteldachbau mit Sandsteinfassade, historistisch, von Carl Frank, 1902/03, später aufgestockt | D-5-63-000-230 Wikidata            | BW                   |
| Flößaustraße 48 (Standort)                | Mietshaus | Schmaler, fünfgeschossiger und traufseitiger Satteldachbau mit Sandsteinfassade, historistisch, von J. F. Mayr, 1902, später aufgestockt | D-5-63-000-231 Wikidata            | BW                   |
| Flößaustraße 49 (Standort)                | Mietshaus in Ecklage | Fünfgeschossiger Satteldachbau mit Putzfassade, mit Sandsteingliederung und -erdgeschoss, polygonalem Eckerkerturm und reich skulptierter Portalrahmung, im Neu-Nürnberger-Stil, von Fritz Walter, 1902 | D-5-63-000-232 Wikidata            | BW                   |
| Flößaustraße 50 (Standort)                | Mietshaus in Ecklage | Fünfgeschossiger Satteldachbau mit Putzfassade, Sandsteingliederung und -erdgeschoss, Zwerchgiebel und Erker an der abgeschrägten Ecke, Neurenaissance, von Fritz Walter, 1902/03 | D-5-63-000-233 Wikidata            | BW                   |
| Flößaustraße 57 (Standort)                | Mietshaus | Viergeschossiger traufseitiger Satteldachbau mit Putzfassade, Sandsteingliederung, -erdgeschoss und ausgebautem Fachwerk-Dachgeschoss, Neurenaissance, von Michael Renker, 1901 | D-5-63-000-234 Wikidata            | BW                   |
| Flößaustraße 59 (Standort)                | Mietshaus | Viergeschossiger traufseitiger Satteldachbau mit Sandsteinfassade, Fachwerk-Dachgeschoss mit Gauben, Neubarock, von Michael Renker, 1900/01 | D-5-63-000-235 Wikidata            | BW                   |
| Flößaustraße 60 (Standort)                | Mietshaus in Ecklage | Vier- bis fünfgeschossiger, asymmetrisch gegliederter Satteldachbau mit reich dekorierter Putzfassade mit Sandsteinerdgeschoss, Erker, Schweifgiebel und Sandsteinfigur Ludwigs II. in Baldachinnsche an der Ecke, Spätjugendstil, von Ebert und Müller, bezeichnet „1909“ | D-5-63-000-236 Wikidata            | BW                   |
| Flößaustraße 61 (Standort)                | Mietshaus mit Gaststätte in Ecklage | Viergeschossiger Satteldachbau mit Sandsteinfassade, Erkerturm mit Spitzhelm an der abgeschrägten Ecke und Fachwerk-Dachgeschoss, Neurenaissance, von Martin Macher, 1902 | D-5-63-000-237 Wikidata            | BW                   |
| Flößaustraße 64 (Standort)                | Ehemaliges Pferdelazarett, ursprünglich zweigeteilt (Gebäude Nr. 32 der W.O.Darby Barracks bei der U.S.Army) der Alten Infanteriekaserne mit Proviantamt, später Kapelle | Langgestreckter, erdgeschossiger Backsteinbau mit Schopfwalmdach und Dachreiter, 1912/13, Umbau zu Kapelle um 1950, Umbau 2002. Einmalige Kirchenfenster der US Army Siehe auch Dr.-Meyer-Spreckels-Straße. | D-5-63-000-1330 zugehörig Wikidata | BW                   |
| Flößaustraße 84 (Standort)                | Ehemaliges Dienstgebäude für Wärter, Verheiratete und Wachinspektor (Gebäude Nr. 39) der Artilleriekaserne mit Depot                                                     | Dreigeschossiger, polychrom gestalteter Backsteinbau mit Sandsteinsockel, um 1890/93, Umbau mit Aufstockung 2005 Siehe auch Südstadtpark. | D-5-63-000-1585 zugehörig Wikidata | BW                   |
| Flößaustraße 86/86a-d/88/88a-d (Standort) | Ehemaliges Mannschaftsgebäude (Gebäude Nr. 41) der Artilleriekaserne mit Depot                                                                                           | Langgestreckter, vier- bis fünfgeschossiger Putzbau auf hohen Sandsteinsockel mit Risaliten, um 1892/93, Ausbau, Aufstockung und Erweiterung 1934 bzw. 1938/40, Umbau um 2003 Siehe auch Südstadtpark | D-5-63-000-1585 zugehörig Wikidata | BW                   |
| Flößaustraße 90 (Standort)                | Ehemaliges Dienstgebäude (Gebäude Nr. 42) der Artilleriekaserne mit Depot                                                                                                | Dreigeschossiger, polychrom gestalteter Backsteinbau mit Walmdach und Sandsteinsockel, an Westseite Reste der Einfriedung, Sandsteinpfeiler und Pfeilgitterzaun, um 1890/93, Umbau um 2003 Siehe auch Südstadtpark | D-5-63-000-1585 zugehörig Wikidata | BW                   |
| Flößaustraße 91 (Standort)                | Mietshaus mit Gaststätte in Ecklage | Viergeschossiger Putzbau mit steilem Mansarddach, einspringender Ecke und gestaffelten Giebeln, teilweise rustiziertem Sandsteinsockel, Stuckdekor, Pilastergliederung, Zwerchgiebel mit Stuckrelief und polygonalem Sandsteineckerker, historisierend mit Jugendstil- und Heimatstil-Anklängen, von Hans Scharff, bezeichnet „1910“ Vorgarten-Einfriedung, Sandsteinmauer mit erneuertem Holzlattenzaun, gleichzeitig | D-5-63-000-238 Wikidata            | BW                   |
| Flößaustraße 92 (Standort)                | Mietshaus in Ecklage | Viergeschossiger, asymmetrisch gegliederter Mansarddachbau mit Putzfassade mit Sandsteinerdgeschoss, polygonalem Eckerker, hohen Zwerchgiebeln mit Halbwalm, Dachgauben und skulptierten Portalen, reduziert historisierend, von Melchior Kürzdörfer, bezeichnet „1914“ | D-5-63-000-239 Wikidata            | BW                   |
| Flößaustraße 94 (Standort)                | Mietshaus | Viergeschossiger Mansarddachbau mit Putzfassade, rustiziertem Sandsteinerdgeschoss, Putzgliederung, mittigem Breiterker und großem Zwerchhaus mit Dreiecksgiebel, reduziert historisierend, von Melchior Kürzdörfer, 1912 | D-5-63-000-240 Wikidata            | BW                   |
| Flößaustraße 141 (Standort)               | Mietshaus in Ecklage | Viergeschossiger Satteldachbau mit reich dekorierter Putzfassade, rustiziertem Sandsteinerdgeschoss, Runderker an der Ecke, Flacherker, flachem Segmenterker und segmentbogigen Zwerchgiebeln, historisierend, von Karl Mayer, 1908 | D-5-63-000-241 Wikidata            | Mietshaus in Ecklage |
| Flößaustraße 143 (Standort)               | Mietshaus | Dreigeschossiger Mansarddachbau mit Backsteinfassade, reicher Sandsteingliederung und rustiziertem Sandsteinerdgeschoss, Neurenaissance, von Otto Vornberg und Hans Scharff, 1890 | D-5-63-000-242 Wikidata            | weitere Bilder       |
| Flößaustraße 147 (Standort)               | Mietshaus | Viergeschossiger traufseitiger Satteldachbau mit Putzfassade, rustiziertem Sandsteinerdgeschoss, Erker mit Balkonbrüstung, Zwerchhaus mit Stuckdekor und ausgebautem Fachwerk-Dachgeschoss mit Loggien, reduziert historisierend, von Fritz Walter, 1909 | D-5-63-000-243 Wikidata            | Mietshaus            |
| Flößaustraße 149 (Standort)               | Mietshaus in Ecklage | Vier- bis fünfgeschossiger Mansarddachbau mit Putzfassade, rustiziertem Sandstein-Unterbau, Polygonalerker an der abgeschrägten Ecke, Erker, Loggia und Zwerchgiebeln, reduziert historisierend, von Fritz Walter, 1910/11 | D-5-63-000-244 Wikidata            | Mietshaus in Ecklage |
| Flößaustraße 153 (Standort)               | Mietshaus | Viergeschossiger traufseitiger Satteldachbau mit Sandsteinfassade, rustiziertem Erdgeschoss, Neurenaissance, von J. M. Horner, 1889 | D-5-63-000-245 Wikidata            | weitere Bilder       |
| Flößaustraße 155 (Standort)               | Mietshaus | Viergeschossiger traufseitiger Satteldachbau mit Sandsteinfassade, gebauchten Gitterbalkonen, geschweiftem Zwerchgiebel und Gauben, im Neu-Nürnberger-Stil, von Fritz Walter, 1897 | D-5-63-000-246 Wikidata            | Mietshaus            |
| Flößaustraße 159 (Standort)               | Mietshaus | Dreigeschossiger traufseitiger Satteldachbau mit Backsteinfassade, Sandsteingliederung und flachem Mittelrisalit, Balustrade mit weiblicher Figur und Eisenbalkon auf gusseisernen Stützen, Neurenaissance, von Anton Mayer, 1888/89 Vorgarten-Einfriedung, Eisengitterzaun und verputzte Sandsteinpfeiler, gleichzeitig                                                                                               | D-5-63-000-247 Wikidata            | Mietshaus            |
| Flößaustraße 165 (Standort)               | Mietshaus in Ecklage | Viergeschossiger Satteldachbau mit Sandsteinfassade, Erker an der abgeschrägten Ecke, Gitterbalkonen, Zwerchhaus an der Südseite und ausgebautem Fachwerk-Dachgeschoss mit polygonalem Eckturmaufsatz, im Neu-Nürnberger-Stil, von Max Mayer, 1899 | D-5-63-000-248 Wikidata            | weitere Bilder       |
| Flößaustraße 167 (Standort)               | Mietshaus in Ecklage | Viergeschossiger Satteldachbau mit reich gegliederter Sandsteinfassade, Zwerchgiebel an der Südseite und Erker mit Zwiebelhaube an der abgeschrägten Ecke, Neurenaissance, von Georg Schneider, bezeichnet „1903“ | D-5-63-000-249 Wikidata            | Mietshaus in Ecklage |
| Flößaustraße 169 (Standort)               | Mietshaus | Viergeschossiger traufseitiger Satteldachbau mit Sandsteinfassade, gotisierendem Blendmaßwerkdekor, historisierend, von Georg Schneider, 1904 | D-5-63-000-1580 Wikidata           | weitere Bilder       |
| Flößaustraße 171 (Standort)               | Mietshaus | Viergeschossiger traufseitiger Satteldachbau mit Sandsteinfassade, Pilastergliederung und geschweiftem Zwerchgiebel, Jugendstil, von Georg Schneider, 1905 | D-5-63-000-250 Wikidata            | weitere Bilder       |
| Flößaustraße 173 (Standort)               | Mietshaus | Viergeschossiger traufseitiger Satteldachbau mit Sandsteinfassade und Segmentzwerchgiebel, Spätjugendstil, von Fritz Walter, 1907 | D-5-63-000-1581 Wikidata           | Mietshaus            |

## Flurstraße
| Lage                    | Objekt    | Beschreibung | Akten-Nr.               | Bild |
| ----------------------- | --------- | --- | ----------------------- | ---- |
| Flurstraße 2 (Standort) | Mietshaus | Viergeschossiger, traufseitiger Satteldachbau mit Rohbacksteinfassade, Sandsteinerdgeschoss und -gliederungen, Neurenaissance, von Fritz Walter, 1899/1900 | D-5-63-000-251 Wikidata | BW   |

## Foerstermühle
| Lage                                           | Objekt                                | Beschreibung              | Akten-Nr.                | Bild |
| ---------------------------------------------- | ------------------------------------- | ------------------------- | ------------------------ | ---- |
| Foerstermühle 1/Würzburger Straße 5 (Standort) | Wohnhaus der ehemaligen Foerstermühle | Siehe Würzburger Straße 5 | D-5-63-000-1464 Wikidata | BW   |
| Foerstermühle 3/Würzburger Straße 3 (Standort) | Wohnhaus der ehemaligen Foerstermühle | Siehe Würzburger Straße 3 | D-5-63-000-1465 Wikidata | BW   |

## Frankenstraße
| Lage                       | Objekt                                   | Beschreibung | Akten-Nr.               | Bild |
| -------------------------- | ---------------------------------------- | --- | ----------------------- | ---- |
| Frankenstraße 7 (Standort) | Mietshaus in Ecklage                     | Viergeschossiger Mansarddachbau mit Putzfassade, rustiziertem Sandsteinerdgeschoss, Erkern und rundem Eckerkerturum, in historisierenden Formen, von Carl Nadler, 1911/12 | D-5-63-000-256 Wikidata | BW   |
| Frankenstraße 9 (Standort) | Fabrikgebäude, ehemalige Büromöbelfabrik | dreigeschossiger, verputzter Massivbau mit flachem Pultdach, Lisenen- und Gesimsgliederung sowie Zwerchgiebel, von Hans Barth, 1923/24                                    | D-5-63-000-2090         | BW   |

## Frauenstraße
| Lage                       | Objekt                                                | Beschreibung | Akten-Nr.               | Bild           |
| -------------------------- | ----------------------------------------------------- | --- | ----------------------- | -------------- |
| Frauenstraße 11 (Standort) | Katholische Pfarrkirche St. Heinrich                  | Putzbau mit Satteldach, Querhaus, Chorapsis, Westfassadenturm mit Schweifkuppel, Laterne und halbrunder Säulenvorhalle, Saalbau mit Abseiten, Tonnengewölbe mit Stichkappen, Vierung mit Pendentifkuppel und geschweifter Empore im Westen, Neubarock, von Hans Schurr, 1908–10; mit Ausstattung | D-5-63-000-257 Wikidata | weitere Bilder |
| Frauenstraße 13 (Standort) | Ehemaliges III. Städtisches Brause- und Wannenbad     | Eingeschossiger Putzbau mit gewölbtem Steildach, rustizierter Sandsteingliederung, Dachgauben und Treppenturm an der Ostseite, historisierend mit Heimatstil-Elementen, von Otto Holzer, um 1909 Bogendurchfahrt zur Schule, Putzbau mit gewölbtem Steildach und rustizierter Sandsteingliederung, gleichzeitig | D-5-63-000-258 Wikidata | weitere Bilder |
| Frauenstraße 15 (Standort) | Ehemalige Volksschule, heute Grundschule Frauenstraße | Dreigeschossiger, Putzbau mit Sandsteinrustikagliederungen, gewölbtem und steilem Walmdach, breiten Dachaufbauten und Dachgauben, Segmentrisaliten mit Bauplastik an den Schmalseiten und Eingangsrisalit mit Eingangsvorbau an der Nordseite, historisierend mit Heimatstil-Elementen, von Otto Holzer, bezogen 1909 Pavillon, offener, achteckiger Sandsteinquaderbau mit Spitzhelm und plastischem Dekor, gleichzeitig Einfriedung, Gitterzaun auf Sandsteinquadermauer mit Sandsteinpfeilern, gleichzeitig | D-5-63-000-259 Wikidata | weitere Bilder |

## Friedrich-Ebert-Straße
| Lage                                                     | Objekt                              | Beschreibung | Akten-Nr.                | Bild           |
| -------------------------------------------------------- | ----------------------------------- | --- | ------------------------ | -------------- |
| Friedrich-Ebert-Straße 5 (Standort)                      | Katholische Pfarrkirche Christkönig | Stahlbeton- und Sichtziegelbau mit flachgeneigtem Satteldach, verglastem Querhaus und kleinen Fensteröffnungen an der Südseite und Fassadenrelief; mit Ausstattung; freistehender Glockenturm, Stahlbeton- und Sichtziegelbau; sämtlich von Friedrich Richter, 1960/61 | D-5-63-000-1694 Wikidata | weitere Bilder |
| Friedrich-Ebert-Straße 21, Auf der Schwand 17 (Standort) | Grundschule                         | dreiteiliger Schulhauskomplex: zweigeschossige, verputzte Ziegelbauten mit Satteldächern, verbunden durch ein einheitliches flaches Vordach auf Metallstützen, im Südwesten als offene Pausenhalle auslaufend, Pläne von Karl Dubois/städtisches Hochbauamt Fürth, 1950–51, erweitert 1952–53; an der östlichen Giebelseite Sgraffito Schulkinder mit Lehrer, von Hans Kreuzer, 1951; Turnhalle, ein- bis zweigeschossiger Putzbau mit Satteldach, Karl Dubois/städtisches Hochbauamt Fürth, 1954, an der östlichen Giebelseite Wandmosaik Fackelträger mit Kind, 1955; Fahrradeinstellhalle, eingeschossiger, verputzter Massivbau mit Walmdach, Karl Dubois/städtisches Hochbauamt Fürth, 1951; Kunst am Bau: zwei Bären und Sonnenuhr mit Gockel, Skulpturen aus Kunststein bzw. Metall, von Gudrun Kunstmann, 1960 | D-5-63-000-2120          | BW             |

## Friedrichstraße
| Lage                                                        | Objekt                                            | Beschreibung | Akten-Nr.                | Bild                                          |
| ----------------------------------------------------------- | ------------------------------------------------- | --- | ------------------------ | --------------------------------------------- |
| Friedrichstraße 1 (Standort)                                | Wohnhaus                                          | Dreigeschossiger Satteldachbau mit Sandsteinfassade und Mittelrisalit mit Zwerchgiebel und Balkon auf Konsolen, reich im Neurenaissance-Stil, von A. Paul, 1878 Zugehörig Rückgebäude, Wohnhaus, dreigeschossiger Sichtziegelbau mit Pultdach, gleichzeitig | D-5-63-000-261 Wikidata  | BW                                            |
| Friedrichstraße 3 (Standort)                                | Wohnhaus in Ecklage                               | Dreigeschossiger Sandsteinbau mit Satteldach, Gurtgesimsen und Flacherker auf Konsolen an der abgeschrägten Ecke, spätklassizistisch, von Johann Michael Zink, 1855; bauliche Gruppe mit Moststraße 27 | D-5-63-000-262 Wikidata  | BW                                            |
| Friedrichstraße 4 (Standort)                                | Ehemalige Vereinigte Blattgoldfabriken            | Dreigeschossiger Putzbau mit Satteldach und Lisenengliederung, Neurenaissance-Stil mit Art-Déco-Anklängen, im Kern zweites Viertel 19. Jahrhundert, Aufstockung 1862, Umbau 1880 von Wilhelm Evora und Meyer, Fassadenumgestaltung 1923/24 von Richard Kohler; bauliche Gruppe mit Friedrichstraße 6 | D-5-63-000-263 Wikidata  | weitere Bilder                                |
| Friedrichstraße 5/Fürther Freiheit 2a (Standort)            | Wohn- und Geschäftshaus in Ecklage                | Dreigeschossiger Sandsteinbau mit Satteldach, rustiziertem Erdgeschoss, Gurtgesimsen und Zwerchhaus mit Dreiecksgiebel, neuklassizistisch, von Andreas Schulz und Friedrich Schmidt, 1838/39, Seitenfront an der Fürther Freiheit 1867 von Andreas Korn erweitert und umgebaut; Teil des Ensembles Friedrichstraße | D-5-63-000-264 Wikidata  | Wohn- und Geschäftshaus in Ecklage            |
| Friedrichstraße 6 (Standort)                                | Ehemalige Vereinigte Blattgoldfabriken            | Dreigeschossiger, traufständiger Putzbau mit Satteldach und Lisenengliederung, Neurenaissance-Stil mit Art-Deco-Anklängen, im Kern zweites Viertel 19. Jahrhundert, Aufstockung 1846 von Johann Georg Hoffmann und Matthäus Schelter, Fassadenumgestaltung 1923/24 von Richard Kohler; bauliche Gruppe mit Friedrichstraße 4 | D-5-63-000-265 Wikidata  | Ehemalige Vereinigte Blattgoldfabriken        |
| Friedrichstraße 7 (Standort)                                | Wohnhaus mit Gaststätte, ehemals Humbser-Bräu     | Dreigeschossiger, traufständiger Mansarddachbau mit Sandsteinfassade und Zwerchhaus mit Ziergiebel, in neubarocken Formen, von Friedrich Schmidt, 1843, Innenumbau mit Einrichtung der Gaststätte 1887 von Johann Gran, Dachumbau und Fassadenneugestaltung 1896/97 von Vornberg und Scharff; Teil des Ensembles Friedrichstraße | D-5-63-000-266 Wikidata  | Wohnhaus mit Gaststätte, ehemals Humbser-Bräu |
| Friedrichstraße 8 / Rudolf-Breitscheid-Straße 16 (Standort) | Ehemalige Bayerische Hypotheken- und Wechsel-Bank | Palastartiger, dreigeschossiger Putzbau mit Satteldach und Pilastergliederung, Neubarock, von Carl Gran, 1844, Umbau und Fassadenneugestaltung 1921–23 von Hans Bielenberg und Josef Moser, ausgeführt von Johann Gran; Teil des Ensembles Friedrichstraße | D-5-63-000-267           | weitere Bilder                                |
| Friedrichstraße 9 (Standort)                                | Wohn- und Geschäftshaus                           | Dreigeschossiger, traufständiger Mansarddachbau mit Sandsteinfassade und Zwerchhaus, Neurenaissance-Stil, von Konrad Jordan, 1850, Umbau mit Dach- und Fassadenneugestaltung bez. 1881 von Moritz Haubrich Zugehörig Rückgebäude, Wohnhaus, dreigeschossiger Sandsteinbau mit Pultdach und breit gelagerter Fachwerkgaube, wohl um 1881 Teil des Ensembles Friedrichstraße                                                               | D-5-63-000-268 Wikidata  | Wohn- und Geschäftshaus                       |
| Friedrichstraße 10 (Standort)                               | Wohn- und Geschäftshaus                           | Dreigeschossiger, langgestreckter Satteldachbau mit Sandsteinfassade, seitlichen Maßwerklisenen, Gurtgesimsen, Konsolgesims und Giebelgauben, neuklassizistisch, 1844 Gedenktafel für Alfred Nathan Teil des Ensembles Friedrichstraße | D-5-63-000-269 Wikidata  | Wohn- und Geschäftshaus                       |
| Friedrichstraße 11 (Standort)                               | Wohnhaus                                          | Dreigeschossiger, traufständiger Satteldachbau mit Sandsteinfassade, Gurtgesimsen und Konsolgesims, spätklassizistisch, von Caspar Gran und Johann Georg Schmidt, 1853; Teil des Ensembles Friedrichstraße | D-5-63-000-270 Wikidata  | Wohnhaus                                      |
| Friedrichstraße 12 (Standort)                               | Wohn- und Geschäftshaus                           | Dreigeschossiger, traufständiger Satteldachbau mit Sandsteinfassade, Gurtgesimsen und Konsolgesims, spätklassizistisch, von Johann Michael Zink, 1848; Teil des Ensembles Friedrichstraße | D-5-63-000-271 Wikidata  | Wohn- und Geschäftshaus                       |
| Friedrichstraße 14 (Standort)                               | Wohnhaus                                          | Dreigeschossige, traufständiger Mansarddachbau mit Sandsteinfassade, Zwerchhaus und Dacherkern mit Spitzhelm, im Neurenaissance-Stil, um 1840, Umbau mit Dach- und Fassadenneugestaltung 1891 von Leonhard Gran; Teil des Ensembles Friedrichstraße | D-5-63-000-272 Wikidata  | weitere Bilder                                |
| Friedrichstraße 16 / 18 (Standort)                          | Wohn- und Geschäftshaus                           | Doppelhaus, dreigeschossiger, traufständiger Satteldachbau mit Sandsteinfassade und Gurtgesimsen, spätklassizistisch, von Johann Michael Zink, 1853 Rückgebäude (Nr. 18), dreigeschossiger, ziegelsichtiger Pultdachbau mit zweigeschossigem Übergang, von Fritz Walter, 1891, Balkonanbau, vermutlich Sukka, von Adam Egerer, 1907 Teil des Ensembles Friedrichstraße                                                                   | D-5-63-000-273 Wikidata  | weitere Bilder                                |
| Friedrichstraße 17 (Standort)                               | Wohn- und Geschäftshaus                           | Dreigeschossiger, traufständiger Satteldachbau mit Sandsteinfassade und Lisenengliederung, spätklassizistisch, von Konrad Jordan, 1855/56, Umbauten 1885 und bezeichnet „1995“ Zugehörig Rückgebäude, Wohnhaus, dreigeschossiger Sichtziegelbau mit Pultdach und Zwerchhaus, um 1885 Teil des Ensembles Friedrichstraße | D-5-63-000-1582 Wikidata | Wohn- und Geschäftshaus                       |
| Friedrichstraße 19 (Standort)                               | Wohnhaus                                          | Dreigeschossiger, traufständiger Satteldachbau mit Sandsteinfassade, Lisengliederung und Gurtgesimsen, spätklassizistisch, von Caspar Gran und Johann Georg Schmidt, 1857 Rückgebäude, Wohnhaus, dreigeschossiger Sandsteinbau mit halbem Mansarddach, wohl letztes Viertel 19. Jahrhundert Rückgebäude, Wohnhaus, zweigeschossiger Sichtziegelbau mit Pultdach, wohl letztes Viertel 19. Jahrhundert Teil des Ensembles Friedrichstraße | D-5-63-000-274 Wikidata  | Wohnhaus                                      |
| Friedrichstraße 20 (Standort)                               | Wohnhaus                                          | Dreigeschossiger, traufständiger Satteldachbau mit Sandsteinfassade, dekorierten Gurtgesimsen und Konsolgesims, spätklassizistisch, von Johann Andreas Korn, 1846; Teil des Ensembles Friedrichstraße | D-5-63-000-275 Wikidata  | Wohnhaus                                      |
| Friedrichstraße 21 (Standort)                               | Wohnhaus in Ecklage                               | Dreigeschossiger Walmdachbau mit Sandsteinfassade, Eisenbalkon, Gurt- und Konsolgesims, spätklassizistisch, von Caspar Gran, 1860 Ehemaliger zugehöriger Fabrikbau, vgl. Maxstraße 27a Teil des Ensembles Friedrichstraße | D-5-63-000-276 Wikidata  | BW                                            |
| Friedrichstraße 22 (Standort)                               | Wohnhaus                                          | Dreigeschossiger, traufständiger Satteldachbau mit Sandsteinfassade und Gurtgesimsen, spätklassizistisch, von Andreas Korn, 1853; Teil des Ensembles Friedrichstraße | D-5-63-000-277 Wikidata  | Wohnhaus                                      |
| Friedrichstraße 24 (Standort)                               | Wohnhaus                                          | Dreigeschossiger, traufständiger Satteldachbau mit Sandsteinfassade, Gurtgesimsen und Konsolgesims, spätklassizistisch, von Andreas Korn, 1855; Teil des Ensembles Friedrichstraße | D-5-63-000-278 Wikidata  | Wohnhaus                                      |
| Friedrichstraße 26 (Standort)                               | Wohnhaus in Ecklage                               | Dreigeschossiger Satteldachbau mit Sandsteinfassade, abgeschrägter Ecke, und Konsolgesims, spätklassizistisch, von Andreas Korn, 1857; bauliche Gruppe mit Schwabacher Straße 45; Teil des Ensembles Friedrichstraße | D-5-63-000-279 Wikidata  | Wohnhaus in Ecklage                           |

## Fronmüllerstraße
| Lage                           | Objekt                                                                          | Beschreibung | Akten-Nr.                        | Bild |
| ------------------------------ | ------------------------------------------------------------------------------- | --- | -------------------------------- | ---- |
| Fronmüllerstraße 71 (Standort) | Ehemaliges Wagenhaus (Gebäude Nr. 71) der Trainkaserne und des Artilleriedepots | Langgestreckter, zweigeschossiger und teils verputzter Backsteinbau mit Sandsteinsockel und Flachdach, 1900, Umbau um 1997 Siehe auch Jupiterweg | D-5-63-000-99 zugehörig Wikidata | BW   |

## Fürther Freiheit
| Lage                              | Objekt                  | Beschreibung | Akten-Nr.               | Bild                    |
| --------------------------------- | ----------------------- | --- | ----------------------- | ----------------------- |
| Fürther Freiheit 2 / 4 (Standort) | Wohn- und Geschäftshaus | Symmetrisches Doppelhaus, dreigeschossiger Sandsteinbau mit Mansarddach und flachgiebeligen Zwerchhäusern, spätklassizistisch, von Andreas Korn, 1866, Mansarddach bei Fürther Freiheit 2 von 1891 | D-5-63-000-281 Wikidata | Wohn- und Geschäftshaus |
| Fürther Freiheit 6 (Standort)     | Wohnhaus                | Dreigeschossiger, traufständiger Satteldachbau mit Sandsteinfassade, Zwerchgiebel, Konsolgesims und Eisenbalkon, in spätklassizistischen Formen, von Leonhard Gran, 1872/73 Rückgebäude, Wohnhaus, zweigeschossiger Sichtziegelbau mit Sandsteinseitenfront und flachem Pultdach, gleichzeitig Rückgebäude, Wohnhaus, zweigeschossiger Putzbau mit Sandsteinseitenfront und flachem Pultdach, gleichzeitig | D-5-63-000-282 Wikidata | Wohnhaus                |